# Campagna delle terre vergini

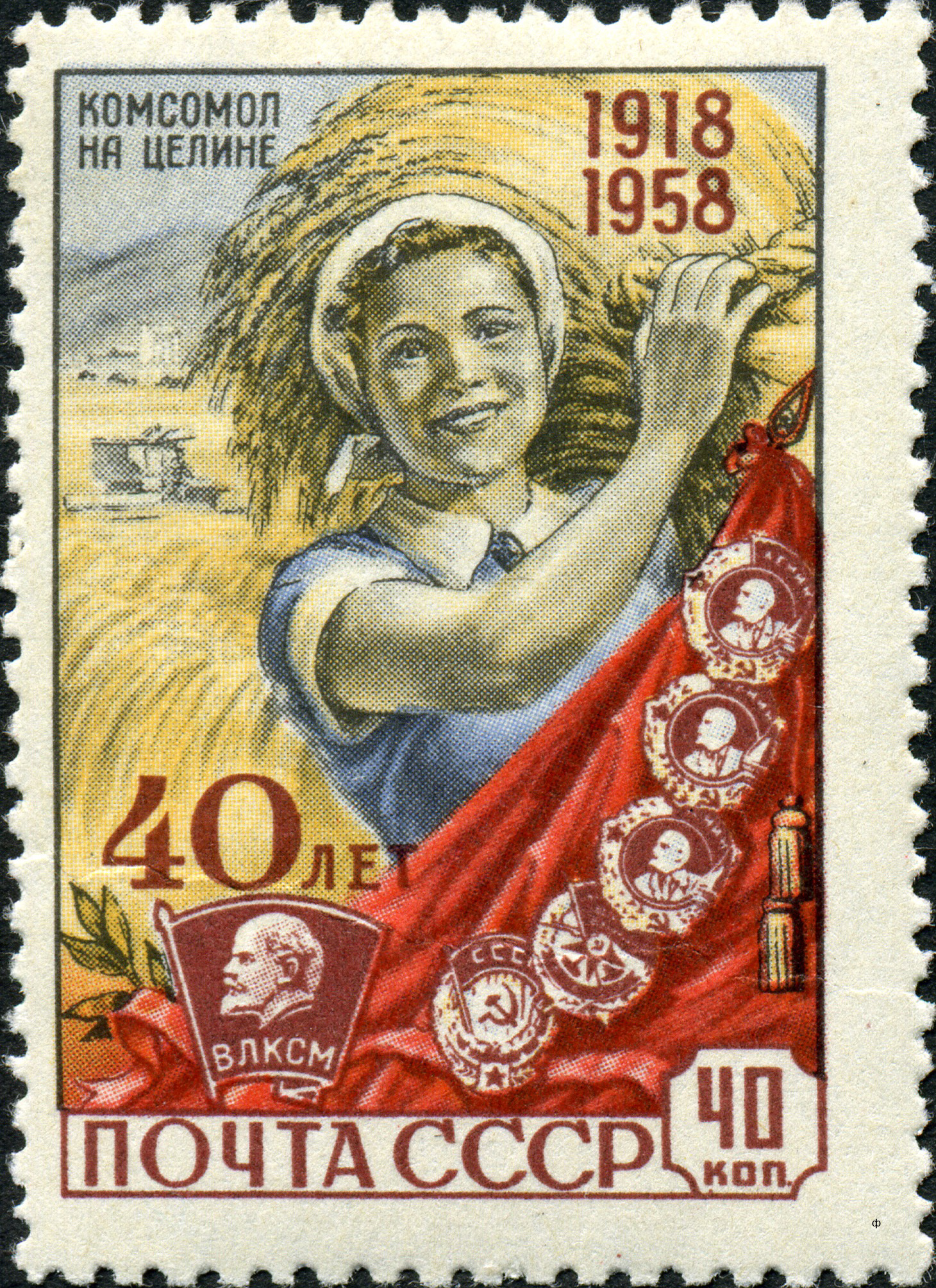
Francobollo sovietico del 1958, dedicato sia al 40º anniversario del Komsomol sia alla campagna delle terre vergini.

La campagna delle terre vergini (in russo Освоение целины?, Osvoenie celiny; in kazako Тың игеру?, Tyń igerú) è stata un'iniziativa promossa dal segretario generale del PCUS Nikita Chruščёv finalizzata allo sfruttamento di vaste aree incolte situate nelle steppe della RSS Kazaka settentrionale e dei monti Altaj, nelle regioni del Volga, degli Urali, della Siberia, dell'estremo oriente russo e in Crimea.

## Storia
Negli anni del dopoguerra, l'Unione Sovietica subì una crisi agricola e molte fattorie statali entrarono in crisi. All'inizio del 1953, il presidente del Consiglio dei ministri Georgij Malenkov introdusse delle riforme per cercare di risolvere le problematiche agricole nel Paese, tra cui l'aumento dei prezzi di approvvigionamento che lo Stato pagava per le consegne delle fattorie collettive, la riduzione delle tasse e l'incentivo all'iniziativa agricola individuale. Tuttavia, nel settembre del 1953, un gruppo del Comitato Centrale del PCUS presieduto dal segretario Chruščёv si riunì per valutare la gravità della crisi: fu promosso un piano per ampliare le riforme di Malenkov e sfruttare più di 13 000 000 ettari (130 000 km²) di terre incolte entro il 1956. Le zone individuate erano le aree a destra del Volga, nel Caucaso settentrionale, nella Siberia occidentale e nel Kazakistan settentrionale. Il Primo segretario del Partito Comunista del Kazakistan Žūmabaj Šajahmetūly Šajachmetov minimizzò la resa potenziale delle terre vergini kazake per non porle sotto il controllo diretto del governo centrale. Molotov, Malenkov, Kaganovič e altri politici di spicco del PCUS si opposero alla campagna delle terre vergini ritenendola non fattibile dal punto di vista economico e logistico. Malenkov preferì delle iniziative per rendere più produttive le terre già coltivate, ma Chruščёv insistette nel considerare la coltivazione di nuove terre come l'unico modo per ottenere una resa maggiore del raccolto nel minor tempo possibile, pianificando di reclutare lavoratori pubblicizzando l'opportunità come un'avventura socialista per i giovani sovietici.
Il programma ebbe inizio nel 1954, nei primi due anni vennero arati 330000 km² e l'improvvisa disponibilità di terreno rese necessario il trasferimento di un consistente numero di coloni da tutta l'Unione Sovietica, operazione della quale venne incaricato il Komsomol che durante l'estate del 1954 inviò 300 000 volontari nelle terre Vergini Nella RSS Kazaka, furono coltivati più di 25 000 000 ettari (250 000 km²) di terre incolte, di cui 17 milioni nelle regioni di Qostanay, Akmolinsk, Kazakistan settentrionale, Pavlodar e Akmola.

### Risultati

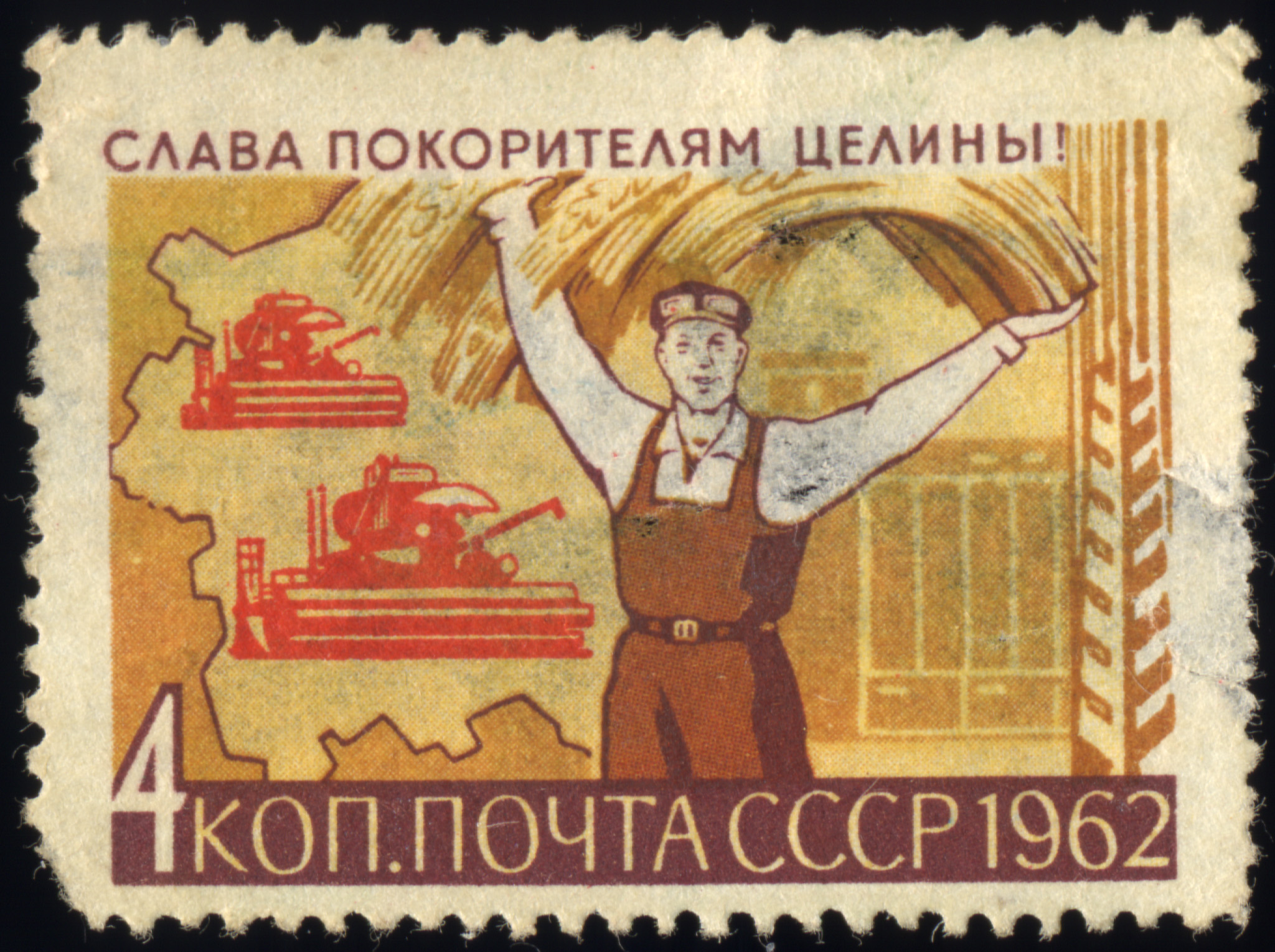
Francobollo sovietico del 1962, con scritto "Gloria ai conquistatori della terra vergine!".

A seguito dell'aumento rapido della resa e all'eccellente raccolto del 1954, Chruščёv aumentò l'obiettivo originale a circa 30 000 000 ettari (300 000 km²). Tra il 1954 e il 1958 l'URSS spese 30,7 milioni di rubli per la campagna delle terre vergini e allo stesso tempo lo Stato acquistò grano per 48,8 miliardi di rubli. Dal 1954 al 1960, la superficie totale seminata in Unione Sovietica era aumentata di 46 000 000 ettari (460 000 km²), con il 90% dell'incremento dovuto alla campagna delle terre vergini.
Il primo raccolto delle terre vergini, nel 1956, fu un successo sbalorditivo: la produzione pro capite di grano (il quale era praticamente l'unica coltura adottata dalle fattorie collettive del programma) dell'URSS era il doppio di quella dell'occidente; il piano venne di conseguenza considerato un enorme successo, dal momento che non solo consentiva di nutrire la propria popolazione ma dava altresì prova al mondo che il sistema comunista fosse "migliore".
Più di 300.000 persone, soprattutto ucraini e russi, arrivarono nelle terre vergini per cominciare una nuova vita da agricoltori, provvisti di mietitrebbie, affiancati da centinaia di migliaia di soldati e studenti. Tuttavia questi ultimi erano lavoratori stagionali, i quali si fermavano solo per il raccolto. Alla fine dell'immigrazione di massa la componente demografica risultò cambiata: gli slavi superavano in numero i kazaki in molte aree, la campagna portò dei cambiamenti anche a livello toponomastico: la capitale kazaka Akmolinsk venne ribattezzata "Celinograd" (oggi Astana, dal 2019 al 2022 Nur-Sultan).
Negli anni sessanta, il suolo era stato ormai già prosciugato da tutti i principi nutritivi, per contro, però, la produzione di fertilizzanti sovietica in quel periodo era cresciuta; malgrado questo, i prodotti erano raramente disponibili dove necessari quindi la perdita di fertilità fu principalmente dovuta a scarsa pianificazione. Di lì a poco, non essendo state prese misure per prevenire l'erosione, la maggior parte del suolo venne spazzata via dal vento per lasciare al suo posto nuda e sterile steppa.
In aggiunta, molto del raccolto venne sprecato perché non c'erano abbastanza sili, quindi dovette essere gettato via; la situazione era ulteriormente peggiorata dal fatto che le infrastrutture sovietiche si rivelarono insufficienti e la maggior parte del grano non riuscì a raggiungere le città, proprio dove era più necessario.
Nel complesso, la campagna delle terre vergini riuscì ad aumentare la produzione di grano e ad alleviare la carenza di cibo a breve termine. Tuttavia, le ampie fluttuazioni della produzione di grano di anno in anno, il fatto di non aver superato la produzione record del 1956 e il graduale calo dei raccolti dopo il 1959 segnarono un fallimento della campagna e non soddisfecero l'ambizione di Chruščёv di superare la produzione di grano statunitense entro il 1960, costringendo l'URSS ad importare 20 milioni di tonnellate di grano dal Canada per soddisfare la richiesta interna. In una prospettiva storica, la campagna gettò le basi per una ripresa della produzione di grano nel Kazakistan post-indipendenza.
I circa sei milioni di russi e ucraini immigrati a seguito della campagna rimasero in Kazakistan, il loro numero cominciò però a decrescere dopo la dissoluzione dell'Unione Sovietica, a causa dell'emigrazione di ritorno verso i paesi di origine.

## Commemorazioni
L'asteroide 2111 Tselina, scoperto nel 1969 dall'astronoma sovietica Tamara Michajlovna Smirnova, è stato così battezzato per commemorare il quindicesimo anniversario della campagna delle terre vergini.